# 어번 네트워크
어번 네트워크(일본어: アーバンネットワーク 아반넷토와쿠[*], ←영어: Urban Network)는 일본의 오사카를 중심으로 한 게이한신 대도시권 일대에서 서일본 여객철도가 운행하는 도시권 철도 체계이다.

## 개요
1987년에 일본국유철도의 분할 민영화가 진행되고, 서일본 여객철도는 오사카 권을 중심으로 혼슈의 서부를 담당하게 되었다. 혼슈를 담당하는 3개 회사 중 동일본 여객철도의 경우 도쿄 권을 기반으로 한 막대한 통근 수요, 도카이 여객철도의 경우 도카이도 신칸센을 기반으로 한 막대한 장거리 수요를 기반으로 수익을 창출할 수 있었으나, 서일본 여객철도의 경우에는 오사카권은 간사이 지방의 막대한 사설 철도 네트워크에 밀렸기에 수익력을 크게 할 필요가 있었다. 때문에 오사카 근교 노선의 운행 능력 강화와 수요 대응, 속도 개선 등을 위해 신형 차량의 도입, 직결 운전 등을 시행하였고, 보다 더 강력한 이미지 전략을 위해서 1988년 3월 13일의 시각표 개정을 기준으로, 8선구 9구간에 대하여 운행 명칭을 정한 것이 어번 네트워크의 시초이다.
최초 시행 당시에는 일부 노선은 어번 네트워크 구역으로 지정되어 있지 않았다. 1990년 3월 10일부터는 10개 선구에 대해서 각 노선의 색상이 지정되었다.
어번 네트워크라는 호칭은 사업 보고서나 회사 안내 등에서는 사용되고 있으나, 일반적으로는 단순히 "긴키 권"이나 "게이한신 지역" 등으로 불리는 일이 잦다. 실제로 2006년 10월 21일 시각표 개정 이후 서일본 여객철도의 차내 노선도, 역내 노선도 등에서 "어번 네트워크"라는 표기가 단순히 "노선도"의 표기로 변경되었다.

## 노선
| 색상           | 노선명           | 노선명                    | 구간                     | 영업 거리 |
| -------------- | ---------------- | ------------------------- | ------------------------ | --------- |
|                | 비와코 선        | 호쿠리쿠 본선             | 나가하마 - 마이바라      | 75.4 km   |
| 도카이도 본선  | 비와코 선        | 마이바라 - 교토           |                          | 75.4 km   |
| 도카이도 본선  | JR 교토 선       | 교토 - 오사카             | 42.8 km                  |           |
| 도카이도 본선  | JR 고베 선       | 오사카 - 고베             | 87.9 km                  |           |
| 산요 본선      | JR 고베 선       | 고베 - 히메지             | 87.9 km                  |           |
|                | 오사카 순환선    | 오사카 순환선             | 오사카 - 덴노지 - 오사카 | 21.7 km   |
| JR 유메사키 선 | 사쿠라지마 선    | 니시쿠조 - 유니버설 시티  | 4.1 km                   |           |
|                | JR 다카라즈카 선 | 도카이도 본선             | 오사카 - 아마가사키      | 66.1 km   |
| 후쿠치야마 선  | JR 다카라즈카 선 | 아마가사키 - 사사야마구치 |                          | 66.1 km   |
|                | JR 도자이 선     | JR 도자이 선              | 교바시 - 아마가사키      | 12.5 km   |
|                | 갓켄토시 선      | 가타마치 선               | 기즈 - 교바시            | 55.4 km   |
|                | 오사카히가시 선  | 오사카히가시 선           | 하나텐 - 규호지          | 9.2 km    |
|                | 야마토지 선      | 간사이 본선               | 가모 - JR 난바           | 54.0 km   |
|                | 나라 선          | 나라 선                   | 교토 - 기즈              | 41.7 km   |
| 간사이 본선    | 나라 선          | 기즈 - 나라               |                          | 41.7 km   |
|                | 사가노 선        | 산인 본선                 | 교토 - 소노베            | 34.2 km   |
|                | 한와 선          | 한와 선                   | 덴노지 - 와카야마        | 61.3 km   |
|                | 간사이 공항선    | 간사이 공항선             | 히네노 - 간사이 공항     | 11.1 km   |
| 미지정         | 고세이 선        | 도카이도 본선             | 교토 - 야마시나          | 79.6 km   |
| 미지정         | 고세이 선        | 고세이 선                 | 야마시나 - 오미시오쓰    | 79.6 km   |
| 미지정         | 산요 본선        | 산요 본선                 | 히메지 - 가미고리        | 34.8 km   |
| 미지정         | 아코 선          | 산요 본선                 | 히메지 - 아이오이        | 31.2 km   |
| 미지정         | 아코 선          | 아코 선                   | 아이오이 - 반슈아코      | 31.2 km   |
| 미지정         | 와카야마 선      | 와카야마 선               | 오지 - 와카야마          | 87.5 km   |
| 미지정         | 만요마호로바 선  | 사쿠라이 선               | 나라 - 다카다            | 29.4 km   |
| 미지정         | 기세이 본선      | 기세이 본선               | 와카야마 - 와카야마 시   | 3.3 km    |
| 미지정         | 간사이 본선      | 간사이 본선               | 쓰게 - 가모              | 41.0 km   |
| 미지정         | 구사쓰 선        | 구사쓰 선                 | 구사쓰 - 쓰게            | 36.7 km   |
| 미지정         | 와다미사키 선    | 산요 본선 지선            | 효고 - 와다미사키        | 2.7 km    |
| 미지정         | 하고로모 선      | 한와 선 지선              | 오토리 - 히가시하고로모  | 1.7 km    |

## 서비스

### 차량
어번 네트워크 제정과 동시에 운전을 개시한 221계는 큰 창이나 밝은 차내, 쾌적한 좌석（3도어 전환 크로스 시트）등이 이용자로부터의 호평을 받아 후속 차량인 223계와 함께 어번 네트워크의 상징적인 차량이 되고 있다. 또한 통근형 4도어차는 JR 도자이 선 개업 준비에 맞춰 가타마치 선（갓켄토시 선)에 투입된 207계를 게이한신 완행선과 JR 다카라즈카 선까지 운행 범위를 확대하여 그 후속 차량인 321계도 완행선에 투입하고 있다. 덧붙여 어번 네트워크를 위한 차량의 발주는 현지의 가와사키 중공업과 긴키 차량에서 집중적으로 맡고 있다. 전에는 히타치 제작소에서도 차량의 발주를 맡았으나 최근에는 줄어들고 있다.
한편 구 국철 덴노지 철도관리국 관내였던 노선을 중심으로 여전히 국철 시대부터 사용되고 있는 차량도 비교적 많아 야마토지 선・한와 선・오사카 순환선・나라 선에는 103계가, 사쿠라이 선・와카야마 선에는 105계, 케이지 지구（구사쓰 선, 고세이 선）에서는 대부분의 열차가 113계가 운행되고 있으며 한와 선이나 후쿠치야마 선（JR 다카라즈카 선)에도 113계가 일부 사용되고 있다. 이 차량들에는 리뉴얼 된 차량들도 포함하고 있지만 신형 차량의 도입이 빠르게 진행되고 있는 나고야 지구나 수도권과 비교하면 약간 더디는 점이 있다.

### 타사선에 대한 대항과 직통운전
경합 타사선이 많은 어번 네트워크 구역 내에는 주된 대항책으로 아래와 같은 것이 있다.
| 선구                                                | 병행타사선                                                                                         | JR 서일본의 시책 |
| --------------------------------------------------- | -------------------------------------------------------------------------------------------------- | --- |
| 도카이도 본선・산요 본선 （JR 교토 선・JR 고베 선） | 한큐 전철 교토 선・한큐 전철 고베 선 한신 전기 철도 본선 게이한 전기 철도 본선 산요 전기 철도 본선 | 신차（207계・321계・223계）투입, 속도 향상, 신규 역 개업, 신쾌속의 종일 운행, 신쾌속의 다카쓰키・아시야 정차                                                            |
| 가타마치 선（갓켄토시 선）                          | 게이한 본선・게이한 전기 철도 가타노 선 긴키 닛폰 철도 교토 선・긴키 닛폰 철도 나라 선             | 신차（207계・321계）투입, JR 도자이 선・오사카히가시 선의 개업, JR 고베・다카라즈카・오사카히가시 선의 직통 운행, 구간쾌속의 운전개시                                   |
| 나라 선                                             | 긴테쓰 교토 선 게이한 본선・게이한 전기 철도 우지 선                                               | 쾌속계통에 221계 투입, 구간 쾌속・미야코지 쾌속의 신설, 속도 향상, 부분 복선화, 열차 횟수 증편, 신규 역 개업                                                            |
| 간사이 본선（야마토지 선）                          | 긴테쓰 나라 선・긴키 닛폰 철도 오사카 선                                                           | 오사카 순환선으로의 직통 운행 확대, 와카야마 선으로의 직통 열차 증편, 규호지역의 개량과 완급 접속의 개시, 오사카히가시 선・JR 도자이 선 직통과의 직통쾌속의 운행        |
| 후쿠치야마 선（JR 다카라즈카 선）                   | 한큐 전철 다카라즈카 선・한큐 전철 이타미 선 고베 전철 아리마 선・고베 전철 산다 선                | 신차（207계・321계・223계）투입, 단바지 쾌속의 신설, 쾌속 계통에 221계 투입, 아마가사키 역 접속의 개선、JR 교토・도자이 선으로의 직통 열차 증편                         |
| 한와 선 간사이 공항선                               | 난카이 전기 철도 본선・난카이 전기 철도                                                            | 신차（223계）투입, 쾌속 계통에 221계 투입, 관공 쾌속・기슈지 쾌속의 신설・증편, 오사카 순환선으로의 직통 운행, 특급 열차의 편리성의 향상(정차역 추가, 운행시간대 확대） |

JR 출범 이후 네트워크를 이용한 직통 운행이 확대되었다.
1988년에 나라 실크로드 박람회를 계기로 우메다 화물선의 여객 활용이 개시되었다. 다음 해(1989년)7월의 간사이 본선 ~ 한와 선의 연락선 개통에 수반해 기세이 본선 특급 '구로시오'나 일부 한와선 쾌속의 신오사카 연장으로 이어져 1994년 6월의 간사이 공항선의 개업 직후 화물선을 이용한 교토 ~ 간사이 공항 간의 특급 하루카가 운행을 개시했다. 그리고 1991년 9월에는 호쿠리쿠 본선의 다무라 ~ 나가하마 간이 직류화되어 신쾌속이 나가하마까지 연장되었다. 그 후 신쾌속의 네트워크가 반슈아코, 가미고리, 쓰루가까지 확대되고 있다.
그리고 2008년 3월에는 오사카히가시 선이 구간 개업하여 야마토지 선에서 JR 도자이 선으로의 직통 열차도 등장했다. 이 오사카히가시 선은 추후 북부 구간이 추가 개업 예정되어 있어 편리성의 향상과 네트워크의 확대는 앞으로 계속될 예정이다.

## 앞으로의 계획

### 신규 역의 설치

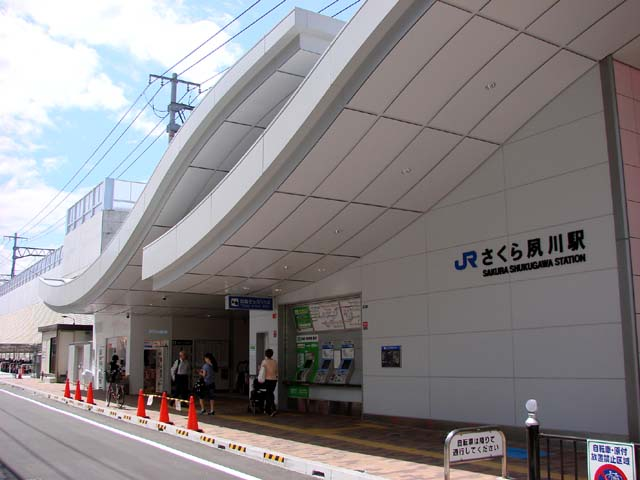
사쿠라슈쿠가와역

편리성의 향상 및 타 교통 수단으로부터의 이용자 전이에 의한 이용자의 확대를 전망하여 어번 네트워크 내에 새로운 역의 설치를 진행하고 있다. 아래는 최근 5년간의 어번 네트워크 구간의 신규 역 설치 현황이다.
- 2004년 3월 13일…와카야마 선：JR 고이도 역
- 2005년 3월 1일…산요 본선(JR 고베 선):히메지벳쇼역
- 2007년 3월 18일…도카이도 본선(JR 고베 선)：사쿠라슈쿠가와역
- 2008년 3월 15일…도카이도 본선(JR 교토 선)：시마모토역、도카이도 본선(JR 고베 선)：스마 해변공원역, 산요 본선：하리마가쓰하라 역
- 2008년 10월 18일…도카이도 본선(JR 교토 선)：가쓰라가와역

이후 이하의 노선에서 신규 역 개업이 예정되어 있다.
| 노선                     | 구간                      | 역명 | 개업 예정 시점 |
| ------------------------ | ------------------------- | ---- | -------------- |
| 산요 본선（JR 고베 선）  | 아카시 - 니시아카시       | 未定 | 2011년도       |
| 산요 본선（JR 고베 선）  | 히가시가코가와 - 가코가와 | 미정 | 미정           |
| 후쿠치야마 선(JR宝塚線） | 나카야마데라 - 다카라즈카 | 미정 | 미정           |

## 같이 보기
- 게이한신 완행선
- 히로시마 시티 네트워크
- 어번 네트워크 ○○○쾌속